# Речка-Кормиха
Речка-Кормиха — посёлок в Егорьевском районе Алтайского края России. Входит в состав Новоегорьевского сельсовета.

## География
Находится в юго-западной части региона, в лесной зоне, на реке Кормиха, вблизи административной границы с Волчихинским районом того же края.
Климат
умеренный, континентальный. Средняя температура января составляет −12,5 °C, июля — +18,6 °C. Годовое количество осадков составляет 362 мм.

## История
Основан в 1846 г..
В 1928 г. — крупное селение в 89 хозяйств, центр Речно-Кормихинского сельсовета Волчихинского района Славгородского округа Сибирского края.

## Население
| 1926 | 1997 | 1998 | 1999 | 2000 | 2001 | 2002 | 2003 | 2004 |
| ---- | ---- | ---- | ---- | ---- | ---- | ---- | ---- | ---- |
| 476  | ↘12  | ↘8   | →8   | ↗9   | ↗10  | ↘8   | ↘7   | ↘6   |
| 2005 | 2006 | 2007 | 2008 | 2009 | 2010 | 2011 | 2012 | 2013 |
| ↘5   | ↘4   | ↗5   | ↘4   | →4   | ↘3   | ↗6   | ↗7   | →7   |

Национальный состав
В 1928 г. основное население — русские.
Согласно результатам переписи 2002 года, в национальной структуре населения русские составляли 100 % от 8 чел.

## Инфраструктура
Личное подсобное хозяйство. В 1928 г. состоял из 89 хозяйств.

## Транспорт
Просёлочные дороги.